# Инжавинский район
Инжа́винский райо́н — административно-территориальная единица (район) и муниципальное образование (муниципальный район) на юго-востоке Тамбовской области России.
Административный центр — рабочий посёлок Инжавино.

## География

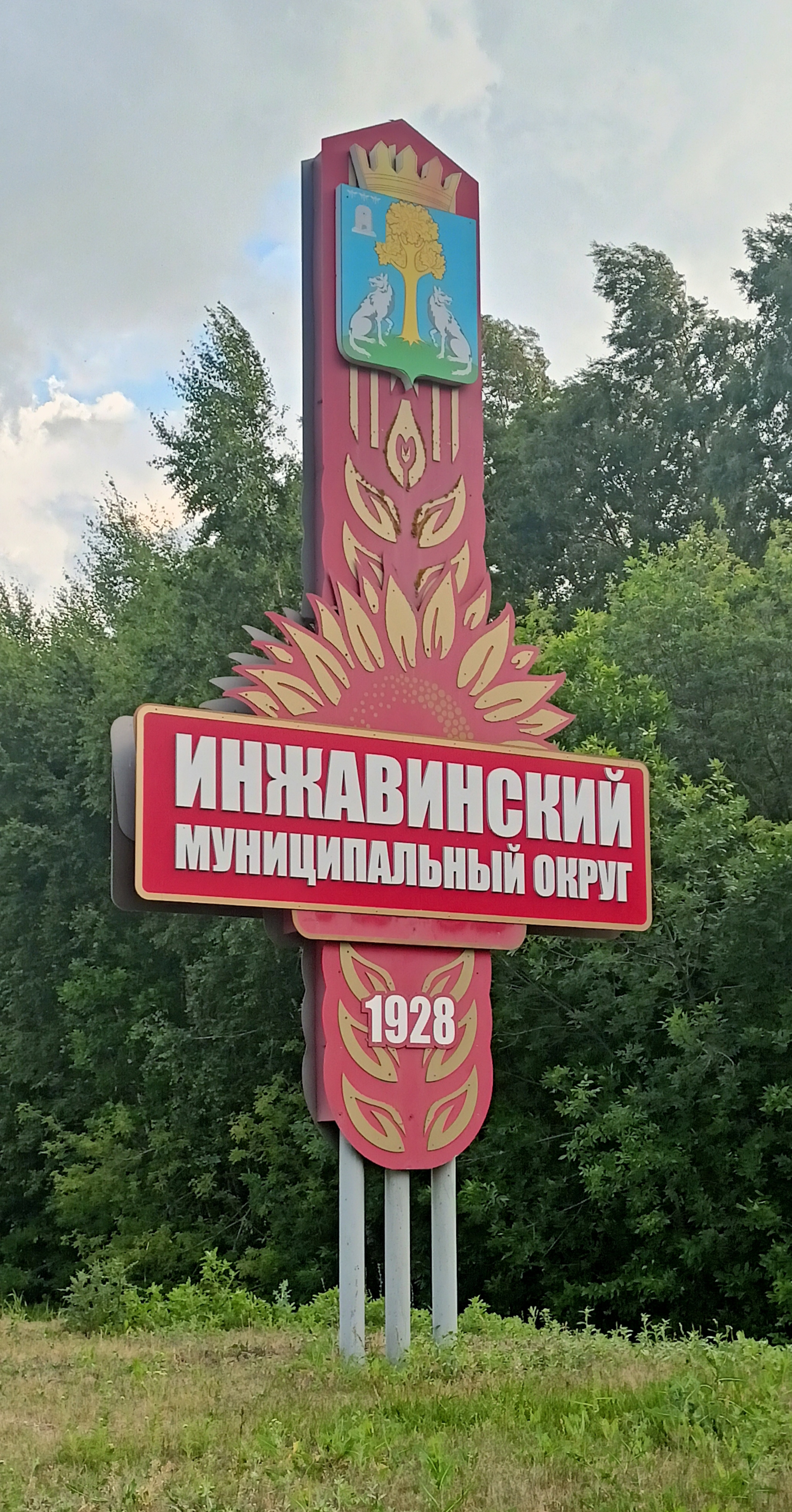

Площадь 1835 км². Граничит с Мучкапским, Уваровским, Ржаксинским, Рассказовским, Кирсановским, Умётским районами Тамбовской области, а также с Саратовской областью. Находится в лесостепной зоне на Окско-Донской низменности, леса преобладают вдоль реки Вороны в центральной части района. 

## История
10 августа 1705 года по указу Петра I было основано Инжавино, до конца XIX столетия носившее название Никольское Инжавинье. В 1779 году в составе Кирсановского уезда была образована Инжавинская волость. 
Инжавинский район в составе Тамбовского округа Центрально-Черноземной области был образован Указом Президиума ВС РСФСР в 1928 году. 27 сентября 1937 года Тамбовская область была выделена из Воронежской и Куйбышевской областей и стала самостоятельной административной единицей. Инжавинский район с тех пор находится в Тамбовской области. В 1935 году из него был выделен Красивский район, а в 1959 году эти районы были вновь объединены. 

## Население
| 2002    | 2009    | 2010    | 2012    | 2013    | 2014    | 2015    | 2016    | 2017    |
| ------- | ------- | ------- | ------- | ------- | ------- | ------- | ------- | ------- |
| 27 843  | ↘24 155 | ↘23 184 | ↘22 650 | ↘22 106 | ↘21 523 | ↘20 981 | ↘20 592 | ↘19 924 |
| 2018    | 2019    | 2020    | 2021    |         |         |         |         |         |
| ↘19 409 | ↘18 805 | ↘18 427 | ↘17 793 |         |         |         |         |         |

### Урбанизация
Городское население (рабочий посёлок Инжавино) составляет  43,49 % от всего населения района.

### Национальный состав
По итогам переписи населения 2020 года проживали следующие национальности (национальности менее 0,1 % и другое, см. в сноске к строке «Другие»):
| Национальность | Численность, чел. | Доля     |
| -------------- | ----------------- | -------- |
| Русские        | 17 215            | 96,75 %  |
| Армяне         | 125               | 0,70 %   |
| Украинцы       | 53                | 0,30 %   |
| Азербайджанцы  | 19                | 0,11 %   |
| Другие         | 381               | 2,14 %   |
| Итого          | 17 793            | 100,00 % |

## Административно-муниципальное устройство
Инжавинский район как административно-территориальное образование включает 1 поссовет и 13 сельсоветов.
В Инжавинский район как муниципальное образование со статусом муниципального района входят 14 муниципальных образований, в том числе 1 городское и 13 сельских поселений:
| №        | Муниципальное образование    | Административный центр   | Количество населённых пунктов | Население (чел.) | Площадь (км²) |
| -------- | ---------------------------- | ------------------------ | ----------------------------- | ---------------- | ------------- |
| 1e-06    | Городское поселение:         |                          |                               |                  |               |
| 1        | Инжавинский поссовет         | рабочий посёлок Инжавино | 7                             | ↘7987            | 141,33        |
| 1.000002 | Сельские поселения:          |                          |                               |                  |               |
| 2        | Балыклейский сельсовет       | село Балыклей            | 3                             | ↗827             | 222,94        |
| 3        | Землянский сельсовет         | посёлок Землянский       | 8                             | ↘714             | 145,92        |
| 4        | Калугинский сельсовет        | село Калугино            | 10                            | ↘399             | 120,44        |
| 5        | Караваинский сельсовет       | село Караваино           | 8                             | ↗450             | 111,72        |
| 6        | Карай-Салтыковский сельсовет | село Карай-Салтыково     | 5                             | ↗1195            | 139,86        |
| 7        | Караульский сельсовет        | село Караул              | 7                             | ↘899             | 99,06         |
| 8        | Красивский сельсовет         | село Красивка            | 6                             | ↘1792            | 147,11        |
| 9        | Марьевский сельсовет         | село Кулевча             | 10                            | ↘975             | 218,45        |
| 10       | Михайловский сельсовет       | село Михайловка          | 9                             | ↘521             | 141,02        |
| 11       | Никитинский сельсовет        | село Никитино            | 10                            | ↘755             | 97,76         |
| 12       | Николинский сельсовет        | село Николино            | 3                             | ↘320             | 49,35         |
| 13       | Паревский сельсовет          | село Паревка             | 4                             | ↘658             | 108,40        |
| 14       | Чернавский сельсовет         | село Чернавка            | 1                             | ↗301             | 92,04         |

В рамках организации местного самоуправления в 2004 году на территории района были созданы 16 муниципальных образований, в том числе 1 городское поселение (поссовет) и 15 сельских поселений (сельсоветов). В 2010 году упразднённый Ломовский сельсовет включён в Марьевский сельсовет; упразднённый Лопатинский сельсовет — в Инжавинский поссовет.

## Населённые пункты
В Инжавинском районе 91 населённый пункт, в том числе 1 городской (рабочий посёлок) и 90 сельских:
| №  | Населённый пункт | Тип             | Население | Муниципальное образование    |
| -- | ---------------- | --------------- | --------- | ---------------------------- |
| 1  | Алексеевка       | деревня         | 27        | Никитинский сельсовет        |
| 2  | Апполоновка      | деревня         | 20        | Инжавинский поссовет         |
| 3  | Базарный         | посёлок         | 6         | Калугинский сельсовет        |
| 4  | Балакирево       | деревня         | 4         | Карай-Салтыковский сельсовет |
| 5  | Балыклей         | село            | ↘683      | Балыклейский сельсовет       |
| 6  | Беклемищево      | деревня         | 12        | Карай-Салтыковский сельсовет |
| 7  | Беляевка         | деревня         | 11        | Калугинский сельсовет        |
| 8  | Боброво          | деревня         | 32        | Паревский сельсовет          |
| 9  | Богачёвка        | деревня         | ↘84       | Красивский сельсовет         |
| 10 | Большие Липяги   | деревня         | 5         | Михайловский сельсовет       |
| 11 | Брадзиловка      | деревня         | 4         | Калугинский сельсовет        |
| 12 | Васильевка       | деревня         | 20        | Никитинский сельсовет        |
| 13 | Волково          | деревня         | 0         | Караульский сельсовет        |
| 14 | Грушевка         | деревня         | ↘311      | Караульский сельсовет        |
| 15 | Гурьевка         | деревня         | 70        | Никитинский сельсовет        |
| 16 | Екатеринополье   | село            | ↘225      | Балыклейский сельсовет       |
| 17 | Заречная         | деревня         | 24        | Никитинский сельсовет        |
| 18 | Землянский       | посёлок         | ↘708      | Землянский сельсовет         |
| 19 | Знобиловка       | деревня         | ↘82       | Паревский сельсовет          |
| 20 | Ивановка         | деревня         | ↘174      | Землянский сельсовет         |
| 21 | Инжавино         | рабочий посёлок | ↘7738     | Инжавинский поссовет         |
| 22 | Калугино         | село            | ↘426      | Калугинский сельсовет        |
| 23 | Караваино        | село            | ↘376      | Караваинский сельсовет       |
| 24 | Карай-Пущино     | посёлок         | ↘358      | Карай-Салтыковский сельсовет |
| 25 | Карай-Салтыково  | село            | ↘1032     | Карай-Салтыковский сельсовет |
| 26 | Карандеевка      | село            | ↘77       | Инжавинский поссовет         |
| 27 | Караул           | село            | ↘691      | Караульский сельсовет        |
| 28 | Катино           | деревня         | 1         | Инжавинский поссовет         |
| 29 | Каширка          | деревня         | 4         | Землянский сельсовет         |
| 30 | Кипец            | посёлок         | 35        | Карай-Салтыковский сельсовет |
| 31 | Кирьяковка       | деревня         | 36        | Караульский сельсовет        |
| 32 | Кисловка         | деревня         | 7         | Инжавинский поссовет         |
| 33 | Кишкино          | деревня         | ↘140      | Инжавинский поссовет         |
| 34 | Комаровка        | деревня         | 11        | Землянский сельсовет         |
| 35 | Коноплянка       | деревня         | ↘333      | Красивский сельсовет         |
| 36 | Красивка         | село            | ↘1273     | Красивский сельсовет         |
| 37 | Криволучье       | село            | ↘76       | Красивский сельсовет         |
| 38 | Кулевча          | село            | ↘431      | Марьевский сельсовет         |
| 39 | Курдюки          | деревня         | ↘118      | Землянский сельсовет         |
| 40 | Лебедевка        | деревня         | ↘118      | Караваинский сельсовет       |
| 41 | Леоновка         | деревня         | 24        | Калугинский сельсовет        |
| 42 | Леонтьевка       | село            | ↘147      | Михайловский сельсовет       |
| 43 | Ломовка          | село            | ↘258      | Марьевский сельсовет         |
| 44 | Лопатино         | село            | ↘80       | Инжавинский поссовет         |
| 45 | Лужки            | деревня         | 3         | Караваинский сельсовет       |
| 46 | Марьевка         | деревня         | 13        | Марьевский сельсовет         |
| 47 | Мельничная       | деревня         | 20        | Караваинский сельсовет       |
| 48 | Михайловка       | село            | 11        | Михайловский сельсовет       |
| 49 | Михинский        | посёлок         | 28        | Никитинский сельсовет        |
| 50 | Моршань          | село            | 21        | Николинский сельсовет        |
| 51 | Назаровка        | деревня         | 31        | Караульский сельсовет        |
| 52 | Нащёкино         | деревня         | 6         | Караульский сельсовет        |
| 53 | Никитино         | село            | ↘439      | Никитинский сельсовет        |
| 54 | Николино         | село            | ↘382      | Николинский сельсовет        |
| 55 | Новая жизнь      | посёлок         | 48        | Николинский сельсовет        |
| 56 | Новокалугино     | деревня         | 52        | Калугинский сельсовет        |
| 57 | Новолеонтьевка   | посёлок         | 22        | Михайловский сельсовет       |
| 58 | Новопоселенная   | деревня         | 61        | Землянский сельсовет         |
| 59 | Оголиновка       | деревня         | 56        | Марьевский сельсовет         |
| 60 | Ольховка         | село            | ↘227      | Паревский сельсовет          |
| 61 | Павловка         | село            | ↘315      | Михайловский сельсовет       |
| 62 | Павловка 1-я     | деревня         | 6         | Караваинский сельсовет       |
| 63 | Павловка 2-я     | деревня         | 6         | Караваинский сельсовет       |
| 64 | Паревка          | село            | ↘514      | Паревский сельсовет          |
| 65 | Первомайский     | посёлок         | ↘90       | Марьевский сельсовет         |
| 66 | Плодопитомник    | посёлок         | ↘272      | Красивский сельсовет         |
| 67 | Подгорный        | посёлок         | 24        | Калугинский сельсовет        |
| 68 | Подъячево        | деревня         | 8         | Михайловский сельсовет       |
| 69 | Покровка         | деревня         | 17        | Михайловский сельсовет       |
| 70 | Потловка         | деревня         | 5         | Землянский сельсовет         |
| 71 | Романовка        | посёлок         | ↘203      | Михайловский сельсовет       |
| 72 | Рубцовка         | деревня         | 10        | Никитинский сельсовет        |
| 73 | Сатино           | село            | ↘177      | Марьевский сельсовет         |
| 74 | Семёновка        | село            | ↘225      | Никитинский сельсовет        |
| 75 | Соболевка        | деревня         | ↘80       | Калугинский сельсовет        |
| 76 | Соловьянка       | деревня         | 50        | Марьевский сельсовет         |
| 77 | Стахановка       | деревня         | 3         | Марьевский сельсовет         |
| 78 | Талики           | деревня         | 17        | Михайловский сельсовет       |
| 79 | Тишениновка      | посёлок         | 56        | Марьевский сельсовет         |
| 80 | Торбеевка        | деревня         | 0         | Калугинский сельсовет        |
| 81 | Траковка         | деревня         | 2         | Караваинский сельсовет       |
| 82 | Трескино         | село            | 45        | Калугинский сельсовет        |
| 83 | Трубниково       | деревня         | 19        | Караульский сельсовет        |
| 84 | Успеновка        | деревня         | 45        | Никитинский сельсовет        |
| 85 | Филатовский      | посёлок         | ↘293      | Марьевский сельсовет         |
| 86 | Хмелёвка         | деревня         | 4         | Землянский сельсовет         |
| 87 | Хорошавка        | село            | ↘440      | Красивский сельсовет         |
| 88 | Чернавка         | село            | ↗301      | Чернавский сельсовет         |
| 89 | Шабловка         | деревня         | ↘33       | Караваинский сельсовет       |
| 90 | Юбилейный        | посёлок         | ↘169      | Балыклейский сельсовет       |
| 91 | Якутино          | деревня         | ↘64       | Никитинский сельсовет        |

### Упразднённые населённые пункты
В 2000 г. упразднены д. Петропавловка Землянского сельсовета; д. Аничково и п. Гнетовский Караульского сельсовета; п. Паревский Карай-Салтыковского сельсовета; с. Васильевка, п. Козловский, п. Пруды, д. Фёдоровка Ломовского сельсовета; п. Васильевка Михайловского сельсовета; д. Субчая Паревского сельсовета.
В 2003 г. упразднены деревни Тряпичкино и Кургановка Караульского сельсовета, Кандауровка Лопатинского сельсовета.
В 2017 году упразднены 9 населённых пунктов.
| № | Топоним      | Тип                     | Сельсовет              |
| - | ------------ | ----------------------- | ---------------------- |
| 1 | Булгаковка   | деревня                 | Землянский сельсовет   |
| 2 | Дмитриевка   | деревня                 | Марьевский сельсовет   |
| 3 | Земляное     | железнодорожная станция | Никитинский сельсовет  |
| 4 | Калугинское  | посёлок отделения       | Балыклейский сельсовет |
| 5 | Кареевка 3-я | деревня                 | Караваинский сельсовет |
| 6 | Мословка     | деревня                 | Караульский сельсовет  |
| 7 | Ржавец       | посёлок                 | Караваинский сельсовет |
| 8 | Толмачёвка   | деревня                 | Калугинский сельсовет  |

## Промышленность
- Инжавинская пекарня
- Инжавинская птицефабрика

## Транспорт
Автобусы дальнего следования (не часто), дорогое такси по Инжавино .

## Культура

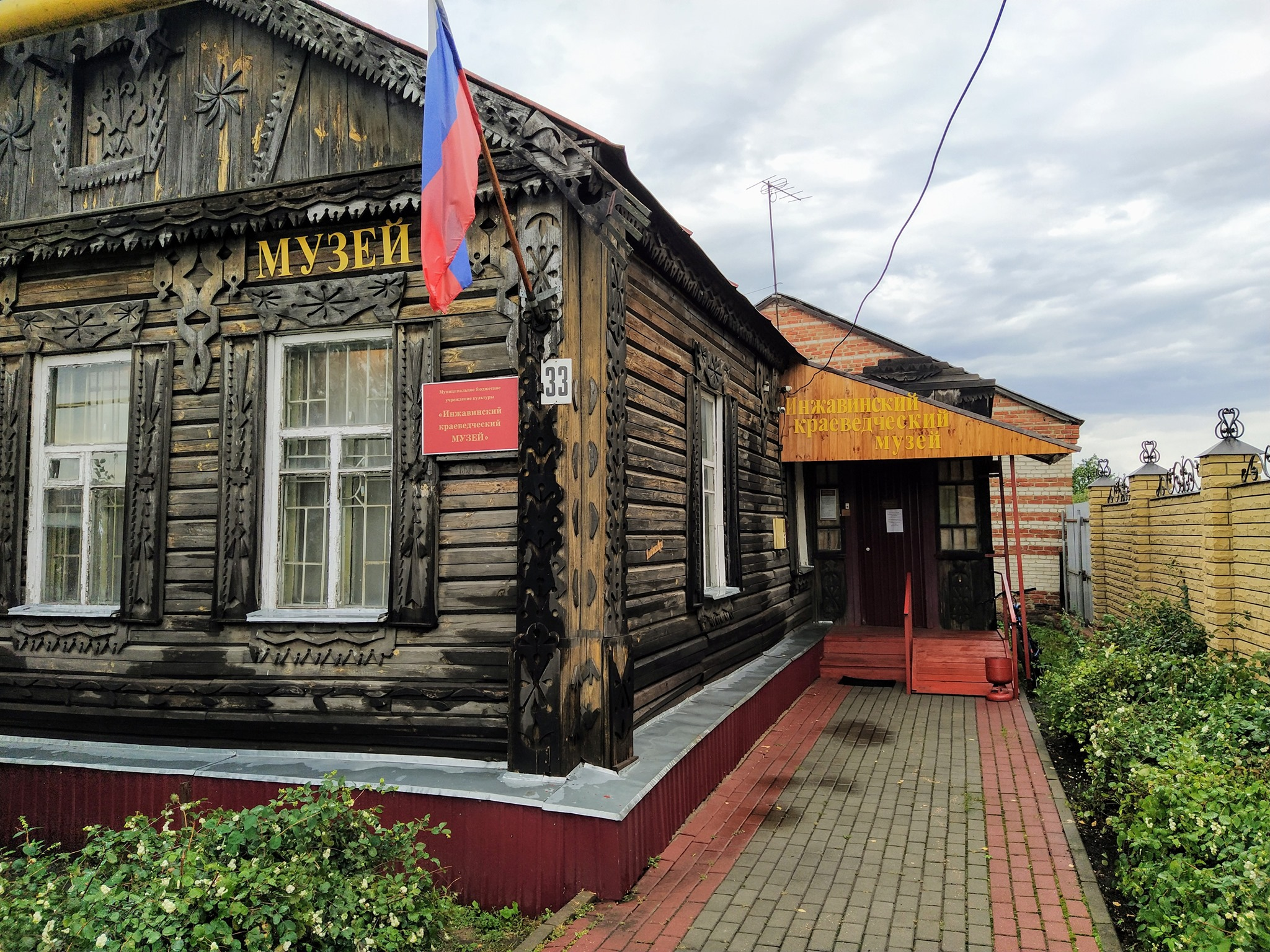
Инжавинский краеведческий музей

Культурно-досуговый центр (Дом Культуры), кинотеатр, краеведческий музей.

## Достопримечательности
Инжавинский краеведческий музей. Лысая гора (в посёлке Инжавино), Барская гора (у села Паревка), озеро Кипец, святой источник Серафима Саровского (в селе Паревка), святой источник св. Николая (село Никитино), храмы., усадьба Чичериных (в стадии реставрации).